# Gregory Areshian
Gregory Areshian (Erevã, 13 de maio de 1949 — Erevã, 2 de agosto de 2020)  foi um arqueólogo e historiador armeno-americano. Foi professor na Universidade Americana da Arménia. Foi diretor adjunto da equipa internacional de arqueólogos que, liderada por Boris Gasparyan, encontrou o sapato de 5 500 anos e a adega/vinícola mais antiga, em Areni.
Areshian ensinou em 14 universidades e institutos americanos, incluindo: a University of California, Los Angeles, University of California, Irvine, University of Chicago, University of Wisconsin, Platteville, e Amherst College. Ele é autor de mais de 150 trabalhos académicos publicados em 5 idiomas, em 12 países. Seriam principalmente dedicados a estudos interdisciplinares em ciências sociais e humanas, com especial foco no Médio Oriente e Arménia, num amplo contexto histórico.

## Início de vida
Gregory Areshian nasceu a 13 de maio de 1949, em Ierevan. O seu interesse peculiar por história e arqueologia desenvolveu-se desde muito cedo, a partir dos seus 5 anos de idade. Leu variadas publicações sobre a história da guerra, incluindo o Commentarii de Bello Gallico de Júlio César em francês.

## Educação
Areshian concluiu os seus ciclos de licenciatura e mestrado na Universidade Estadual de Erevã, onde ingressou entre 1966 e 1973. De 1973 a 1975, Areshian perseguiu os seus estudos de Doutoramento na Universidade Estadual de São Petersburgo sob a supervisão de Boris Piotrovsky. A sua dissertação denominada de "Ferro no Antigo Ocidente Asiático".
Areshian tinha conhecimento em 9 idiomas: inglês, russo, arménio, alemão, francês, latim, turco, grabar e urartiano cuneiforme.

## Festschrift
Em 2017, um Festschrift foi publicado em honra de Areshian, sob o título de Bridging Times and Spaces: Papers in Ancient Near Eastern, Mediterranean and Armenian Studies (Ligando Tempo e Espaço: Ensaios sobre Estudos do Antigo Oriente Próximo, Mediterrâneo e Arménia). Os editores deste volume são Pavel Avetisyan, antigo aluno de Areshian e Yervand Grekyan.

## Visão
Areshian revia-se como Eduardiano liberal, que acreditava na liberdade de expressão, porém, sob a condição de que o indivíduo que a praticasse, estivesse devidamente informado sobre a matéria, na qual se debruça. Ele também considerava que liberdade de expressão deve preceder da liberdade de pensamento. Areshian tinha uma abordagem eclética, quer no seu reportório histórico ou arqueológico.

## Morte
Areshian morreu a 2 agosto de 2020, devido a complicações relacionadas com o vírus COVID-19 no Centro Médico de Astghik. Três semanas antes teria lhe sido diagnosticado a doença.

### Livros
- 2013 Empires and Diversity: On the Crossroads of Archaeology, History, and Anthropology. Ideas, Debates, and Perspectives, 7, Los Angeles: Cotsen Institute of Archaeology Press, University of California, 256 pages + ill (Editor and contributing author).
- 1996 Haykakan čartarapetutyan patmut’yun, Hator A (History of Armenian Architecture, Vol. I: The Architecture of Armenian Highlands from the Earliest Times to the 3rd Century AD). Co-authored with K.K. Ghafadaryan, K. L. Hovhannisian, and A.A. Sahinian, Yerevan: HH GAA “Gitut’yun” Hratarakchut’yun (“Gitut’yun” Press of the Armenian National Academy of Sciences), pp. 298 + pl. 48.
- 1993 Hnagitakan ashkhatank'nerǝ Hayastani norakaŕuytsnerum,1986-1987 t't' peghumneri ardyunk'nerǝ (Archaeological Investigations of Construction Development Sites in Armenia, Excavations Reports for 1986–87), Vol. 1. Co-edited with G.A. Tiratsian and A.A. Kalantarian, Yerevan: Publishing House of the Armenian Academy of Sciences, Pp. 171+ pl. 190.
- 1992 Editor of Hayastani hnagitut'yun, h. 1: K'ari Dar - Ush Bronzi Dar (Archaeology of Armenia, vol. 1: From the Stone Age through the Late Bronze Age), by S.A. Yesayan, Yerevan: Yerevan University Press.
- 1990 Mezhdistsiplinarnye issledovanija kul’turogeneza i etnogeneza Armjanskogo nagor’ja i sopredel’nykh oblastej, Sbornik dokladov (Interdisciplinary Studies of Cultural and Ethnic Processes in the Armenian Highland and Adjacent Regions, A Collection of Papers). Co-edited with S.A. Yesayan, Yerevan: Izdatel’stvo Erevanskogo Universiteta (Yerevan University Press), pp. 294.

### Artigos
- "Further Thoughts on the Uruk Expansion", Current Anthropology, Vol. 31, No. 4 (Apr., 1990), pp. 396–399

Críticas de livros e conferências[edit]
- 2014 Archaeology and Multidisciplinarity in a Regional and Ethnic Context: An International Conference at the Cotsen Institute. Backdirt 2014, Annual Review of the Cotsen Institute of Archaeology at UCLA, 112–113.
- 2009 Review of Rouben Galichian, The Invention of History: Azerbaijan, Armenia and the Showcasing of Imagination. London: Gomidas Institute, 2009; Yerevan: Printinfo Art Books, 2009, pp. 119, Journal of the Society for Armenian Studies, Vol. 18, No. 2:136-138.
- 2007 Review of A. Y. Petrosyan, The Indo-European and Ancient Near Eastern Sources of the Armenian Epic: Myth and History (Journal of Indo-European Studies, Monograph No. 42, Washington D.C.: Institute for the Study of Man), Indo-European Studies Bulletin (UCLA), Vol.12, No. 1: 8-12.
- 2006 Review of Adam T. Smith and Karen S. Rubinson (editors), Archaeology in the Borderlands: Investigations in Caucasia and Beyond (Cotsen Institute of Archaeology Monograph Series 47), American Journal of Archaeology 110(3): 513 – 514.
- 2003 Discovering Eurasian Opportunities. Review of the 2002 University of Chicago Conference on Eurasian Archaeology, Backdirt, Newsletter (from 2006 – The Annual Review) of the Cotsen Institute of Archaeology at UCLA, Fall 2002/Winter 2003, p. 8.
- 1988 Soveshchanie v Otdelenii Istorii Akademii nauk SSSR (A Conference at the Division of History of the Academy of Sciences of the USSR). With L. Abrahamyan, Haykakan SSH GA Lraber hasarakakan gitut’yunneri (The Journal of Social Sciences of the Academy of Sciences of Armenia), no. 6: 93 – 96.
- 1987 Chetvertyj mezhdunarodnyj simpozium po armjanskomu iskusstvu, Sektsija “Iskusstvo drevnej Armenii. Narodnoe i prikladnoe iskusstvo” (The Fourth International Symposium on Armenian Art, Sessions devoted to Ancient, Folk, and Applied Arts). Sovetskoe iskusstvoznanie (Soviet Studies in Arts), vol. 22, Moscow: “Sovetskij khudozhnik” Press, 440 – 443.
- 1986 Mijazgayin konferans nvirvac hin Aŕajavor Asiayi patmut’yan, hnagitut’yan, lezvabanut’yan ev banasirut’yan hartserin (International Conference on the History, Archaeology, Linguistics, and Philology of Ancient Western Asia, Charles University, Prague). Patma-banasirakan Handes (Journal of History and Philology), no. 4: 240 – 242.
- 1977 Gitakan nstashrjan nvirvac Haykakan SSH-um 1975 – 1976 t’.t’. dashtayin hnagitakan hetazotut’yunneri ardyunk’nerin (Conference Devoted to the Results of Archaeological Fieldwork in Armenia, 1975 – 1976). Patma-banasirakan Handes (Journal of History and Philology), no. 3: 261 – 264.